# Michael Imperioli
Michael Imperioli, né le 26 mars 1966 à Mount Vernon aux États-Unis, est un acteur, scénariste, réalisateur et producteur américain.
Il est connu pour son rôle dans la série Les Soprano qui fait suite à sa prestation dans Les Affranchis, où son personnage se fait tirer dans le pied.

## Biographie

### Enfance
Michael Imperioli est né dans l'État de New York de parents Italo-américains. Sa mère était secrétaire dans une école publique tandis que son père était chauffeur de bus.

### Carrière
Il est principalement connu pour son rôle de Christopher Moltisanti dans la série télévisée Les Soprano. Sa performance d'acteur lui a notamment valu une victoire et cinq nominations aux Emmy Awards ainsi que plusieurs autres nominations parmi lesquelles une nomination aux Golden Globe Awards. À noter sa prestation de Spider, le serveur qui se fait tirer dans le pied par le mafieux psychopathe, Tommy DeVito (Joe Pesci) dans Les Affranchis.
En 2008, il est également au casting d'une autre série, Life on Mars, l'adaptation américaine de la série britannique éponyme. Depuis 2010, il est l'un des personnages principaux de la série policière Detroit 1-8-7 produite par la chaîne ABC.
Il est au casting de la deuxième saison de The White Lotus (HBO) en 2022.

### Autres activités
Il joue dans le groupe Zopa.
En 2019 est publié en France son roman Wild Side (titre original : The Perfume Burned His Eyes).

### Vie privée
En 1995, il se marie avec Victoria Chlebowski avec laquelle il a deux garçons, Vadim (né en 1997) et David (2001). Il a également une belle-fille prénommée Isabella.
Il vit à New York, dans le quartier de TriBeCa. Il est végétarien et il pratique le taekwondo. Il est devenu bouddhiste.

## Filmographie

### Cinéma

#### Longs métrages
- 1988 : La Call-girl (Alexa) de Sean Delgado : Un drogué
- 1989 : L'Incroyable Défi (Lean on Me) de John G. Avildsen : George
- 1990 : Les Affranchis (Goodfellas) de Martin Scorsese : Spider
- 1990 : A Matter of Degrees de W.T Morgan : L'assistant de Zeno
- 1991 : Jungle Fever de Spike Lee : James Tucci
- 1992 : Malcolm X de Spike Lee : Un reporter chez Fire Bombing
- 1992 : Un fils en danger (Fathers & Sons) de Paul Mones : Johnny
- 1993 : Chassé-croisé (The Night We Never Met) de Warren Leight : Un client du nettoyage à sec
- 1993 : Household Saints de Nancy Savoca : Leonard Villanova
- 1993 : Joey Breaker de Steven Starr : Larry Metz
- 1994 : Amateur d'Hal Hartley : Le portier du club
- 1994 : Hand Gun de Whitney Ransick : Benny
- 1994 : Postcards from America de Steve McLean : L'arnaqueur
- 1995 : Bad Boys de Michael Bay : Jojo
- 1995 : Basketball Diaries (The Basketball Diaries) de Scott Kalvert : Bobby
- 1995 : Clockers de Spike Lee : Détective Jo-Jo
- 1995 : Génération sacrifiée (Dead Presidents) d'Albert et Allen Hughes : D'ambrosio
- 1995 : The Addiction d'Abel Ferrara : Le missionnaire
- 1995 : Flirt d'Hal Hartley : Michael
- 1996 : Dernier Recours (Last Man Standing) de Walter Hill : Giorgio Carmonte
- 1996 : I Shot Andy Warhol de Mary Harron : Ondine
- 1996 : Trees Lounge de Steve Buscemi : George
- 1996 : Girl 6 de Spike Lee : L'interlocuteur effrayant
- 1996 : Girls Town de Jim McKay : Anthony
- 1997 : A River Made to Drown In de James Merendino : Allen Hayden
- 1997 : Office Killer de Cindy Sherman : Daniel Birch
- 1997 : The Deli de John A. Gallagher : Matty
- 1998 : Too Tired to Die de Wonsuk Chin : Fabrizio
- 1999 : On the Run de Bruno de Almeida : Albert DeSantis
- 1999 : Summer of Sam de Spike Lee : Midnight
- 2002 : Love in the Time of Money de Peter Mattei : Will
- 2003 : Jeu de maître (Stuey) d'A.W. Vidmer : Stu « Stuey » Ungar
- 2004 : Gang de requins (Shark Tale) d'Éric Bergeron, Vicky Jenson et Rob Letterman : Frankie (voix)
- 2004 : Papas chéris (en) (My Baby's Daddy) de Cheryl Dunye : Dominic
- 2007 : La Vie intérieure de Martin Frost (The Inner Life of Martin Frost) de Paul Auster : Jim Fortunato
- 2007 : The Lovebirds de Bruno de Almeida : Vincent
- 2008 : The Higher Force (Stóra planið) d'Olaf de Fleur : Alexander
- 2010 : Lovely Bones (The Lovely Bones) de Peter Jackson : Len Fenerman
- 2011 : Stuck Between Stations de Brady Kiernan : David
- 2013 : The Call de Brad Anderson : Alan Denado
- 2013 : Old Boy de Spike Lee : Chucky
- 2013 : Vijay and I de Sam Garbarski : Micky
- 2014 : The Scribbler de John Suits : Inspecteur Moss
- 2014 : The M Word d'Henry Jaglom : Charlie Moon
- 2014 : Foreclosure de Richard Ledes : Bill
- 2014 : Cantinflas de Sebastian del Amo : Michael Todd
- 2015 : The Wannabe de Nick Sandow : Alphonse
- 2018 : Cabaret Maxime de Bruno de Almeida : Bennie Gazza
- 2019 : The Last Full Measure de Todd Robinson : Jay Ford
- 2019 : Primal de Nick Powell : Paul Freed
- 2020 : One Night in Miami de Regina King : Angelo Dundee
- 2020 : Between Wars de Tom Phillips : Sarge
- 2021 : Many Saints of Newark - Une histoire des Soprano (The Many Saints of Newark) d'Alan Taylor : Christopher Moltisanti (voix)
- 2024 : Oh, Canada de Paul Schrader : Malcolm MacLeod

#### Courts métrages
- 1994 : Touch Base de Tom Gilroy : Bennie
- 1995 : Trouble de Carrie Blank : Ellis
- 1996 : Blixa Bargeld Stole My Cowboy Boots de Leslie McCleave : Johnny
- 2000 : Auto Motives de Lorraine Bracco : Stud

### Télévision

#### Séries télévisées
- 1994 : New York Police Blues (NYPD Blue) : Duane Rollins
- 1995 : Under Suspicion : Alex
- 1996 / 2005 - 2006 : New York, police judiciaire (Law and Order) : Johnny Stivers / Détective Nick Falco
- 1997 : New York Undercover : Miles Gordon
- 1999 - 2007 : Les Soprano (The Sopranos) : Christopher Moltisanti
- 2006 : Les Simpson (The Simpsons) : Dante Calabresi Jr. (voix)
- 2008 - 2009 : Life on Mars : Détective Ray Carling
- 2010 : Mercy Hospital (Mercy) : Harold Pindus
- 2010 - 2011 : Detroit 1-8-7 : Détective Louis Fitch
- 2012 : La Diva du divan (Necessary Roughness) : Jimmy Folkes
- 2012 : Girls : Powell Goldman
- 2013 : The Office : Sensei Billy
- 2014 : Californication : Rick Rath
- 2014 : Rake : Alberto Rinaldi
- 2015 - 2016 : Mad Dogs : Lex
- 2015 - 2016 / 2018 : Hawaii 5-0 : Odell Martin
- 2016 - 2017 : Lucifer : Uriel
- 2016 / 2021 : Blue Bloods : Robert Lewis
- 2017 : Dice : Lui-même
- 2018 : Escape at Dannemora : Gouverneur Andrew Cuomo
- 2018 : Alex, Inc. (en) : Eddie
- 2019 - 2020 : Projet Blue Book : Sergent Edward Rizzuto
- 2020 : Lincoln : À la Poursuite du Bone Collector (Lincoln Rhyme: Hunt for the Bone Collector) : Détective Michael Selitto
- 2022 : The White Lotus : Dominic Di Grasso
- 2022 - 2023 : This Fool : Ministre Payne
- 2024 : American Horror Stories : Daniel Hausman-Burger (saison 3, épisode 5)

#### Téléfilms
- 1997 : Firehouse de John McNaughton et Alan Smithee : Lieutenant O'Connell
- 1998 : La Famille trahie (Witness to the Mob) de Thaddeus O'Sullivan : Louie Milito
- 2000 : Act of Love (Disappearing Acts) de Gina Prince-Bythewood : Vinney
- 2000 : Hamlet de Campbell Scott et Eric Simonson : Rosencrantz
- 2004 : Les Cinq personnes que j'ai rencontrées là-haut (The Five People You Meet in Heaven) de Lloyd Kramer : Le capitaine
- 2007 : Mitch Albom's For One More Day de Lloyd Kramer : Charley Benetto
- 2013 : Nicky Deuce de Jonathan A. Rosenbaum : Le médecin

### Scénariste
- 1999 : Summer of Sam de Spike Lee
- 2000 - 2004 : Les Soprano (The Sopranos) (5 épisodes)
- 2009 : The Hungry Ghosts de lui-même

### Réalisateur
- 2009 : The Hungry Ghosts

### Producteur
- 1999 : Summer of Sam de Spike Lee (producteur exécutif)
- 2018 : Cabaret Maxime de Bruno de Almeida

## Voix francophones
En France
| - Emmanuel Gradi dans : - Life on Mars (série télévisée) - Mercy Hospital (série télévisée) - Californication (série télévisée) - Hawaii 5-0 (série télévisée) - Rake (série télévisée) - Dice (série télévisée) - Primal - Pierre-François Pistorio dans : - Detroit 1-8-7 (série télévisée) - The Call - Lucifer (série télévisée) - Philippe Vincent dans (les séries télévisées) : - Mad Dogs (en) - Lincoln : A la Poursuite du Bone Collector | Et aussi - Nicolas Djermag dans Les Affranchis - Denis Laustriat dans New York Police Blues (série télévisée) - Stefan Godin dans Jungle Fever - Jean-François Vlérick dans Basketball Diaries - Renaud Marx dans Dernier Recours - Éric Legrand dans La Famille trahie (téléfilm) - Lionel Melet dans Les Soprano (série télévisée) - Sébastien Desjours dans On the Run (en) - Patrick Laplace dans Summer of Sam - Dany Boon dans Gang de requins (voix) - Mathias Kozlowski dans New York, police judiciaire (série télévisée) - Raphaël Cohen dans Lovely Bones - Boris Rehlinger dans Old Boy - Thierry Gondet dans Escape at Dannemora (série télévisée) - Jérôme Keen dans Projet Blue Book (série télévisée) - Yann Guillemot dans Many Saints of Newark - Une histoire des Soprano - Laurent Maurel dans This Fool (série télévisée) |